# Розстшембово
Розстшембово (пол. Rozstrzębowo) — село в Польщі, у гміні Кциня Накельського повіту Куявсько-Поморського воєводства.
Населення — 112 осіб (2011).
У 1975-1998 роках село належало до Бидгощського воєводства.

## Демографія
Демографічна структура станом на 31 березня 2011 року:
|          | Загалом | Допрацездатний вік | Працездатний вік | Постпрацездатний вік |
| -------- | ------- | ------------------ | ---------------- | -------------------- |
| Чоловіки | 56      | 12                 | 37               | 7                    |
| Жінки    | 56      | 13                 | 30               | 13                   |
| Разом    | 112     | 25                 | 67               | 20                   |